# TT386
TT386 (Theban Tomb 386) è la sigla che identifica una delle Tombe dei Nobili ubicate nell'area della cosiddetta Necropoli Tebana, sulla sponda occidentale del Nilo dinanzi alla città di Luxor, in Egitto. Destinata a sepolture di nobili e funzionari connessi alle case regnanti, specie del Nuovo Regno, l'area venne sfruttata, come necropoli, fin dall'Antico Regno e, successivamente, sino al periodo Saitico (con la XXVI dinastia) e Tolemaico.

## Titolare
TT386 era la tomba di:
| Titolare | Titolo                                                          | Necropoli  | Dinastia/Periodo | Note                                                                               |
| -------- | --------------------------------------------------------------- | ---------- | ---------------- | ---------------------------------------------------------------------------------- |
| Intef    | Cancelliere del re del Basso Egitto; Sovrintendente dei soldati | El-Assasif | Medio Regno      | già indicata, con la sigla B5, tra le "tombe perdute" della necropoli di el-Khokha |

## Biografia
Nessuna notizia biografica è ricavabile

## La tomba
Solo in minima parte esplorata, è costituita da un corridoio, su cui se ne apre un secondo. Sulle pareti: su due registri sovrapposti (1 in planimetria), portatori di offerte e animali accanto a una sorgente; su altra parete (2) abbozzo di alberi e (3), su due registri, un uomo, con seguito, offre pesce al defunto e uomini che pescano usando una rete e scene di pesca. Frammenti di scene rappresentano uomini che nettano e cucinano il pesce e processioni di canoe con ippopotami (?).

### Annotazioni
1. ↑  La numerazione dei locali e delle pareti segue quella di Porter e Moss 1927, p. 428.
2. ↑  La prima numerazione delle tombe, dalla numero 1 alla 252, risale al 1913 con l'edizione del "Topographical Catalogue of the Private Tombs of Thebes" di Alan Gardiner e Arthur Weigall. Le tombe erano numerate in ordine di scoperta e non geografico; ugualmente in ordine cronologico di scoperta sono le tombe dalla 253 in poi.
3. ↑  I campi della Duat, ovvero l'aldilà egizio, si trovavano, secondo le credenze, proprio sulla riva occidentale del grande fiume.
4. ↑  Nella sua epoca di utilizzo, l'area era nota come "Quella di fronte al suo Signore" (con riferimento alla riva orientale, dove si trovavano le strutture dei Palazzi di residenza dei re e i templi dei principali dei) o, più semplicemente, "Occidente di Tebe".
5. ↑  le Tombe dei Nobili, benché raggruppate in un'unica area, sono di fatto distribuite su più necropoli distinte.
6. ↑  Le note, sovente di inquadramento topografico della tomba, sono tratte, fino alla TT252, dal "Topographical Catalogue" di Gardiner e Weigall, ed. 1913 e fanno perciò riferimento alla situazione dell'epoca.

### Fonti
1. ↑  Gardiner e Weigall 1913.
2. ↑  Donadoni 1999,  p. 115.
3. ↑  Porter e Moss 1927, p. 437.
4. 1 2  Porter e Moss 1927,  p. 437.